# Ai Senshi Nicol
Ai Senshi Nicol (愛戦士ニコル, Ai Senshi Nicoru) est un jeu vidéo d'action sorti en 1987 sur Famicom Disk System. Le jeu a été développé et édité par Konami.